# Заїка Володимир Костянтинович
Володимир Костянтинович Заїка (нар. 1 лютого 1961, село Гнилиця Краснопільського району Сумської області)  — український науковець, педагог, академік Лісівничої академії наук України, професор кафедри лісівництва Національного лісотехнічного університету України, доктор біологічних наук.

## Біографія
Заїка Володимир Костянтинович народився 1 лютого 1961 року в селі Гнилиці Краснопільського району Сумської області. В 1987 р. закінчив Львівський лісотехнічний інститут (нині — Національний лісотехнічний університет України, м. Львів). Спеціальність за дипломом про вищу освіту — «Лісове господарство», кваліфікація — «Інженер лісового господарства».
Наукову ступінь кандидата сільськогосподарських наук отримав у 1995 р. зі спеціальності 06.03.01 — лісові культури, селекція, насінництво та озеленення міст. Дисертація на тему «Селекційно-екологічні особливості формування півсібсових потомств сосни звичайної в умовах Львівського Розточчя» була захищена в Українському державному лісотехнічному університеті (тепер — Національний лісотехнічний університет України). Вчене звання доцента кафедри лісівництва було присвоєно в 2005 р. Наукову ступінь доктора біологічних наук було присвоєно в 2007 р. зі спеціальності 06.03.03 — лісознавство і лісівництво. Дисертація на тему «Лісівничо-фізіологічні особливості життєдіяльності соснових насаджень в зоні відчуження Чорнобильської АЕС» була захищена в 2007 р. в Національному лісотехнічному університеті України (м. Львів).
В. Заїка з 1987 по 1994 роки працював на посадах молодшого наукового, наукового і старшого наукового співробітника науково-дослідного сектору Львівського лісотехнічного інституту (з 1993 року Український державний лісотехнічний університет) та навчався в аспірантурі (1989–1992 рр.). В 1994 р. був переведений на посаду асистента кафедри лісівництва Українського державного лісотехнічного університету, а в 1998 р. — на посаду старшого викладача цієї ж кафедри. З 2000 по 2003 роки навчався в докторантурі при Українському державному лісотехнічному університеті. Після закінчення аспірантури був обраний на посаду доцента, а в 2007 р. — на посаду професора кафедри лісівництва Національного лісотехнічного університету України.

## Наукова та педагогічна діяльність
В. Заїка працює на посаді професора кафедри лісівництва. Викладає дисципліни «Фізіологія рослин» і «Радіобіологія» для освітньо-кваліфікаційного рівня «бакалавр» зі спеціальностей «Лісове господарство», «Садово-паркове господарство» і «Екологія та охорона навколишнього середовища».
Основними напрямками наукової діяльності професора Заїки В. К. є дослідження впливу іонізуючого випромінювання на життєдіяльність деревних порід та лісових фітоценозів. В процесі наукової роботи було отримано низку нових даних та виявлено деякі закономірності щодо впливу іонізуючого опромінення на сосну звичайну, обґрунтовано методичні підходи до відбору радіорезистентних форм деревних порід на основі різної реакції морфофізіологічних показників дерев на радіаційну дію.
За період науково-педагогічної діяльності професором Заїкою В. К. опубліковано 64 наукові праці. Основні серед них:
- Заика В. К., Криницкий Г. Т. Морфофизиологические особенности функционирования сосны обыкновенной на радиационно-загрязненных территориях // Сборник научных трудов ИЛ НАН Беларуси «Проблемы радиоэкологии леса. Лес. Человек. Чернобыль». — Гомель: ИЛ НАН Беларуси, 2004. — Вып. 61. — С. 213—216.
- Заїка В. К. Вплив хронічного радіаційного опромінення на формування асиміляційного апарату культур сосни звичайної в районі аварії Чорнобильської АЕС // Науковий вісник. — К: НАУ, 2004. — Вип. 71. — С. 46-53.
- Заїка В. К., Криницький Г. Т. Біосинтез терпенових вуглеводнів деревами сосни звичайної в умовах радіаційного впливу // Науковий вісник. — Львів: УкрДЛТУ. — Вип. 14.7. — 2004.- С. 9-13.
- Заїка В. К., Криницький Г. Т. Ріст та стан культур сосни звичайної в умовах хронічного радіаційного випромінювання // Міжвідомчий науково-технічний збірник «Лісове господарство, лісова, паперова і деревообробна промисловість» — Львів: УкрДЛТУ, 2004. — Вип. 29. — С. 8-13.
- Заїка В. К. Формування соснових насаджень на радіаційно забруднених територіях та лісовідновні процеси у них // Науковий вісник. — Львів: НЛТУ України, 2005. — Вип. 15.5. — С. 13-18.

## Нагороди
За високі досягнення в науковій роботі професор Заїка В. К. нагороджений Грамотою Західного наукового центру НАН України і МОН України (2007 р.).